# Tournefortia dracophylla
Tournefortia dracophylla är en strävbladig växtart som beskrevs av Karl Moritz Schumann och Lauterb. Tournefortia dracophylla ingår i släktet Tournefortia och familjen strävbladiga växter. Inga underarter finns listade i Catalogue of Life.